# Headless Cross
Headless Cross è il quattordicesimo disco in studio del gruppo heavy metal Black Sabbath, pubblicato nell'aprile del 1989 per l'etichetta discografica I.R.S. Records.

## Il disco
La formazione del gruppo che ha inciso l'album comprende il bassista Laurence Cottle e il batterista Cozy Powell. A livello musicale l'album è simile ai precedenti, ma i testi hanno suscitato alcune perplessità da parte dei media per alcune citazioni a Satana e all'occultismo (soprattutto nei brani Black Moon e When Death Calls, che si rifanno a pezzi come N.I.B. e Black Sabbath). Nonostante le polemiche l'album riscuoterà un buon successo, maggiore a quello dei due album precedenti.
Headless Cross inizia con una atmosferica intro di tastiere (intitolata The Gates of Hell), seguito dalla title track, che parla di una piccola cittadina vicino a Birmingham, chiamata appunto "Headless Cross" (Croce Decapitata), in cui ci fu una pestilenza che decimò la popolazione molti secoli fa. La successiva Devil and Daughter è dedicata a Don e Sharon Arden, ovvero suocero e moglie di Ozzy Osbourne, persone di cui Tony Iommi, a quanto pare, sembra non avere stima. When Death Calls presenta, come ospite, Brian May dei Queen, un grande amico di Iommi, che esegue l'assolo del brano. Anche i restanti brani (Kill in the Spirit World, Call of the Wild, Black Moon e la finale Nightwing) hanno ricevuto acclamazioni dai fans. La canzone Call of the Wild originariamente doveva chiamarsi Hero, ma poi fu deciso di cambiare titolo perché l'anno precedente nell'album No Rest for the Wicked di Ozzy Osbourne vi era una canzone con lo stesso titolo. Esiste un'altra versione del disco che contiene un'altra traccia, intitolata Cloak & Dagger.

## Tracce
Tutte le tracce sono state composte dal gruppo, eccetto dove indicato
1. The Gates of Hell – 1:06
2. Headless Cross – 6:28 (Tony Iommi, Tony Martin, Cozy Powell)
3. Devil & Daughter – 4:43 (Iommi, Martin, Powell)
4. When Death Calls – 6:54
5. Kill in the Spirit World – 5:10
6. Call of the Wild – 5:18
7. Black Moon – 4:05
8. Nightwing – 6:37

Bonus tracks
1. Cloak & Dagger – 4:37 (bonus incluso nella versione giapponese e, nell'edizione in Picture Disc come traccia n° 5)

## Formazione
- Tony Martin – voce
- Tony Iommi – chitarra
- Geoff Nicholls – tastiere
- Laurence Cottle – basso
- Cozy Powell – batteria

### Collaboratori
- Brian May - chitarra solista in When the Death Calls

## Setlist del tour promozionale
1. Headless Cross
2. Die Young
3. Black Sabbath
4. Devil and Daughter
5. Iron Man
6. Children of the Grave
7. Heaven & Hell
8. Neon Knights
9. Children of the Sea
10. Call of the Wild
11. The Mob Rules
12. When Death Calls
13. War Pigs
14. The Shining
15. guitar solo
16. Paranoid